# Gladys Camacho Ríos
Gladys Camacho Ríos (Anzaldo, Bolivia, 1985 o 1986) es una lingüista, escritora y traductora boliviana. Ha contribuido a la literatura quechua con una novela y la publicación de cuentos en quechua.

## Trayectoria
Gladys Camacho Ríos nació y creció en la comunidad quechua de Kalallusta en el municipio de Anzaldo en el departamento de Cochabamba. Estudió lingüística aplicada en la Universidad Mayor de San Simón en Cochabamba, donde recibió su licenciatura en 2010. Después estudió en la Universidad de Nueva York recibiendo su maestría en Estudios Latinoamericanos y Caribeños y en la Universidad de Texas en Austin, donde alcanzó su maestría en Lingüística en 2019.

## Labor literaria
En 2013 apareció su novela Phuyup yawar waqaynin (“El llanto sangriento de una nube”) sobre la vida de su abuelo en Kalallusta, que fue traducida un año después al inglés (“The Cloud’s Bloody Tears”). En el marco de sus estudios lingüísticos recopiló cuentos tradicionales en la comunidad de Uma Piwra en el municipio de Anzaldo, cerca de su pueblo nativo. En 2019 publicó unos cuentos del zorro recopilados en Uma Piwra en quechua bajo el título Kumpa atuqmariqa.

## El quechua monolingüe y el quechua bilingüe
Gladys Camacho Ríos habla de un quechua monolingüe, rico en su expresividad por su riqueza de los sufijos complejos de la lengua aglutinante quechua, hablado por los monolingües en las comunidades quechuas, y el quechua bilingüe de los ámbitos urbanos y los más jóvenes que también hablan el castellano, un quechua simplificado por la influencia del idioma español. El quechua monolingüe tiene muchísimas variantes en las comunidades quechuas de los Andes, así también en Bolivia, y es hablado sobre todo por los ancianos. Según Camacho, el internet, los medios sociales y las instituciones fomentan el uso del quechua bilingüe simplificado, mientras que el quechua monolingüe esta amanezado y en peligro de extinción, porque ya no hay hablantes jóvenes monolingües. Por eso, según ella, es una gran tarea documentar las numerosas variantes quechuas monolingües de Bolivia y los demás países americanos para las futuras generaciones.

## Compromiso cultural y social
Con el objetivo de difundir el quechua de los monolingües, creó la página de Facebook Quri Q’intisitus en 2020 y fundó, junto con Noemy Condori Arias, la revista digital Yuyarinawanchikpaq en 2021.

## Premios
Por su “sobresaliente trabajo académico y vocación en la investigación y promoción de la lengua quechua en universidades de EE. UU, Europa y Latinoamérica” y como autora de la novela “Phuyup Yawar Waqaynin”, ganó el premio “Bolivianos notables 2017” en “Excelencia académica”.

## Obras

### Obras investigativas
- 2019: Verb morphology in South Bolivian Quechua: A case study of the Uma Piwra rural variety. Report Presented to the Faculty of the Graduate School of The University of Texas at Austin in Partial Fulfillment of the Requirements for the Degree of Master of Arts. The University of Texas at Austin, December 2019

### Cuentos en quechua
- 2019: ¡Kumpa atuqmariqa! Uma Piwramanta willaykuna. Editorial Kipus, Cochabamba.

### Novela en quechua
- 2013: Phuyup Yawar Waqaynin. Editorial Kipus, Cochabamba.